# 後腸発酵
後腸発酵（こうちょうはっこう、Hindgut fermentation）は、単胃の草食動物（単純な単胃を持つ動物）に見られる消化プロセスである。植物に含まれるセルロースなどの食物繊維を共生細菌の助けを借りて消化する。 共生細菌による発酵は、小腸に続く消化器官である盲腸と大腸で起こる。後腸発酵動物の例としては、ゾウなどの長鼻目、ウマやサイのような大型の奇蹄類、げっ歯類、ウサギ、コアラのような小動物が挙げられる。 一方、前腸発酵は、牛などの反芻動物に見られるセルロース消化形態であり、他にナマケモノ、カンガルー、サルの一部、そして鳥類ではホアチンである。 

## 盲腸
一般に、後腸発酵生物の盲腸と大腸は、前腸発酵生物や中腸発酵生物よりもはるかに大きく複雑である。ムササビ、ウサギ、キツネザルなどの小型の盲腸醗酵を行う動物を調査したところ、これらの哺乳類の消化管は体の長さの約10〜13倍であることが判明した。これは、単胃草食動物の食事に特徴的な食物繊維や消化されにくい化合物を多く摂取するためである。
後腸発酵生物であっても、消化しやすい食物は消化管で処理され、通常の糞便として排出される。しかし、ウサギ、ノウサギ、ナキウサギのような後腸発酵動物では、消化されにくい食物繊維から栄養素を取り出すために、盲腸（小腸と大腸のつなぎ目）で食物繊維を発酵させ、その内容物を盲腸糞として排出する。盲腸便はその後小腸で吸収され、栄養素を利用する。
このプロセスは、微生物叢（腸内フローラ）を回復させる上でも有益である。これらの微生物は消化管に存在し、免疫系を強化する保護剤として働くことができる。小型後腸発酵生物は、冬眠、発情、一時休眠の際に有用な微生物叢を保持する能力を有していると考えられている。

## 効率
一般に前腸発酵の方が効率的と考えられており、また単胃動物は反芻動物ほど効率的にセルロースを消化できない。一方で、後腸発酵を行う生物は少量の飼料からより多くの栄養を引き出すことができ、少量の低栄養の飼料であっても、後腸発酵を行うことで一日中栄養を摂取することができるため、反芻動物が必要な栄養を十分に摂取できないような条件下でも生き延びることができる。 一方で、大型の後腸発酵生物は大量の食糧を消費する傾向があり、低栄養の餌を大量に摂取し、同サイズの前腸発酵体では不可能なほど迅速に処理する。このカテゴリーの生物の主食は牧草であり、成長段階の異なる別の地域の牧草を摂取するために長距離を移動する。

## 消化速度
前腸発酵動物よりも迅速に食物を処理できることから、非常に大きな体格の後腸発酵動物は、多量の食物摂取が可能であるという利点がある。現存する最大の巨大草食動物はゾウ、先史時代の巨大草食動物はIndricotheres（サイの一種）である。さまざまな陸生哺乳類群における最大体重の増加速度を研究した結果では、後腸発酵動物（奇蹄目、齧歯目、長鼻目）において、経時的な体重の増加が最も速いことが明らかになっている。 

## 種類
後腸発酵動物は、様々な消化器官の他の部分との相対的な大きさに基づいて、2つのグループに細分される。ウマのような大型の種が多い大腸発酵生物と、ウサギやげっ歯類のような小型の動物が多い盲腸発酵生物である。しかし、用語とは裏腹に、馬のような大腸発酵生物は、セルロースの分解に盲腸を多用する  。また、大腸発酵生物は通常、小腸よりも大腸が比例して長く、一方、盲腸発酵生物は他の消化管に比べて盲腸がかなり肥大している。
草食恐竜も大型で消化にかかる時間も長かったと推測されることから、後腸発酵動物であったと考える研究者もいる。

## 昆虫
哺乳類だけでなく、いくつかの昆虫も後腸発酵生物であり、その中で最もよく研究されているのはシロアリである。シロアリは、腸内細菌叢の大部分を収容する後腸の肥大した後腸膨大部 (paunch) が特徴である。下等シロアリにおける木の消化は、腸内鞭毛のファゴソーム内で行われるが、鞭毛を持たない高等シロアリでは、微生物発酵によって行われるようである。